# Greenockita
A greenockita é um mineral do grupo dos sulfetos, sendo o mais comum de todos os minerais cádmio. Ele é muito raro na forma de cristais puros, quase sempre estando associado a outros minerais.
Foi reconhecido pela primeira vez em 1840 em Bishopton, Escócia durante a abertura de um túnel para a construção da linha ferroviária de Glasgow, Paisley e Greenock. O nome do mineral foi dado em homenagem ao município de Greenock, onde foi descoberto.

## Localização, extração e utilização
Estão localizadas reservas consideráveis em Greenock (Escócia), Llallagua (Bolívia), Nova Jersey, Missouri, Arkansas, Illinois e Kentucky.
É comumente utilizada para a extração de cádmio, utilizado na indústria em ligas com outros metais , o que lhe confere propriedades anti-corrosivas, podendo também ser utilizada para a produção de baterias de níquel-cádmio.